# Дисциплінарний проступок
Дисциплінарний проступок — це невиконання або неналежне виконання працівником покладених на нього чинним законодавством про працю, колективним і трудовим договорами трудових обов'язків.